# Centre d'Esports i Conferències SYMA
El Centre d'Esports i Conferències SYMA (en hongarès SYMA Sport- és Rendezvényközpont, també conegut com a BOK Sportcsarnok) és una instal·lació esportiva de Budapest, Hongria, que es va inaugurar l'1 de setembre de 2006. El SYMA té 3 sales: el pavelló 'A' té 8000 m², el pavelló 'B' té 5200 m², el pavelló 'C' té 2800 m². S'utilitza per a esdeveniments esportius, concerts, conferències i exposicions.
La sala 'A' té una capacitat màxima d'unes 5.500 persones per a esdeveniments esportius, però els concerts poden acollir més persones, fins a 10.000.
Va ser la seu de l'Olimpíada d'escacs de 2024.